# 日本サービス・流通労働組合連合
日本サービス・流通労働組合連合（にほんサービス・りゅうつうろうどうくみあいれんごう、略称：サービス・流通連合（サービス・りゅうつうれんごう）、英語：Japan federation of Service And Distributive workers unions、略称：JSD）は、かつて存在した日本の労働組合（産業別労働組合）である。
2012年（平成24年）11月6日に、同じく日本労働組合総連合会（連合）に加盟していたUIゼンセン同盟と統合し、全国繊維化学食品流通サービス一般労働組合同盟（UAゼンセン）となった。

## 概説
流通サービス産業関連の労働組合を中心に結成されていた。
日本商業労働組合連合会（商業労連、12万人）と、チェーンストア労働組合協議会（チェーン労協、3万人）、独立系で小田急など七つの百貨店の労組でつくる七労組連絡協議会（3万人）の3団体が組織を統合して、結成されたが約11年余りでUIゼンセンと統合しUAゼンセンとなった。

## 統合までの加盟労働組合

### 北海道
- アークスグループ労働組合連合（アークス）
- オーケー労働組合（オーケー）
- コープさっぽろ労働組合（コープさっぽろ）
- 札幌東急ストア労働組合（札幌東急ストア）
- ダイイチ労働組合（ダイイチ）
- 藤丸労働組合（藤丸）
- 丸井今井労働組合（丸井今井）

### 岩手
- 川徳労働組合（川徳）
- マイヤ労働組合 （マイヤ）

### 秋田
- 全タカヤナギ労働組合（タカヤナギ）
- マルダイ労働組合（マルダイ）
- よねや労働組合（よねや）

### 宮城
- さくら野労働組合協議会（さくら野）
- 藤崎労働組合（藤崎）

### 山形
- 大沼労働組合（大沼）

### 福島
- 全中合労働組合（中合）
- リオン・ドールユニオン（リオン・ドール）

### 茨城
- ケーズホールディングスユニオン（ケーズホールディングス）
- 全タイヨー労働組合（タイヨー）
- 水戸京成百貨店労働組合（水戸京成百貨店）

### 新潟
- 清水フードセンター労働組合（清水フードセンター）
- 北越ケーズユニオン（北越ケーズ）

### 埼玉
- 全まるたけ労働組合（まるたけ）
- 全ヤオコー労働組合 （ヤオコー）
- ベルク労働組合（ベルク）
- 丸広労働組合（丸広）
- 矢尾労働組合（矢尾）
- 八木橋労働組合（八木橋）
- 与野フードセンター労働組合（与野フードセンター）

### 栃木
- さかいり労働組合（さかいり）

### 群馬
- スズラン労働組合（スズラン）

### 長野
- 井上労働組合（井上）
- 諏訪丸光労働組合（諏訪丸光）
- ニシザワ労働組合（ニシザワ）

### 東京
- 伊勢丹労働組合（伊勢丹）
- イマジカ労働組合連合会（イマジカ）
- 小田急商業労働組合連合会（小田急）
- オリンピック労働組合（オリンピック）
- 紀ノ国屋労働組合（紀伊国屋）
- グリーンスタンプ労働組合（グリーンスタンプ）
- クレディセゾン労働組合（クレディセゾン）
- 京王運輸労働組合（京王運輸）
- 京王ストア労働組合（京王ストア）
- 京王百貨店労働組合（京王百貨店）
- 京王プラザホテル労働組合（京王プラザホテル）
- 京急ストアユニオン（京急ストア）
- サミット・レイバー・ユニオン（サミット）
- 三和労働組合（三和）
- サービス・流通連合全キンカ堂労働組合（キンカ堂）
- シェルガーデン労働組合（シェルガーデン）
- 昭和ドレス労働組合（昭和ドレス）
- すずのき労働組合（すずのき）
- SEIYUグループ労働組合連合会（SEIYU）
- 全高島屋労働組合連合会（髙島屋）
- 全東急ストア労働組合（東急ストア）
- 全ピーコック労働組合（ピーコックストア）
- 全ミツウロコ労働組合（ミツウロコグループホールディングス）
- 全ヤマギワ労働組合（ヤマギワ）
- そごう・西武労働組合（そごう・西武）
- 東急百貨店グループ労働組合（東急百貨店）
- 東都運搬労働組合（東都運搬）
- 東武ストア労働組合（東武ストア）
- 東武流通労働組合連合会（東武スーパー）
- ハナシン労働組合（ハナシン）
- プリンセス労働組合（プリンセス）
- 松屋グループ労働組合連合会（松屋）
- マルイグループユニオン（マルイ）
- 三越グループ労働組合連合会（三越）
- 日本サービス流通労働組合連合（日本サービス流通）
- 連帯労働組合（連帯）
  - プロ野球審判支部（プロ野球審判員）

### 神奈川
- 全さいか屋労働組合（さいか屋）
- 全田原屋労働組合（田原屋）
- 創健社労働組合（創健社）
- 相鉄ローゼン労働組合（相鉄ローゼン）
- マルオカレイバーユニオン（マルオカ）
- 横浜岡田屋労働組合（横浜岡田屋）

### 千葉
- 尾張屋労働組合（尾張屋）
- ランドロームユニオン（ランドロームジャパン）
- エービン労働組合（エービン）
- QVCジャパンユニオン（QVCジャパン）

### 山梨
- 岡島労働組合（岡島）
- 山交百貨店労働組合（山交百貨店）

### 静岡
- 主婦の店労働組合（主婦の店）
- 全エンチョー労働組合（エンチョー）

### 愛知
- カネスエ労働組合（カネスエ）
- 全エイデングループ労働組合協議会（エイデン）
- 全ヤマナカ労働組合（ヤマナカ）
- 全ユニー労働組合（ユニー）
- パレ労働組合（パレ）
- 丸栄労働組合連合会（丸栄）
- 名鉄百貨店労働組合（名鉄百貨店）

### 三重
- 津松菱労働組合（津松菱）

### 石川
- 金沢名鉄丸越百貨店労働組合（金沢名鉄丸越百貨店）
- 大和労働組合（大和）
- マルエーレイバーユニオン（マルエー）

### 大阪
- イズミヤ労働組合（イズミヤ）
- カナート労働組合（カナート）
- 関西ケーズユニオン（関西ケーズデンキ）
- 近鉄商業労働組合連合会（近鉄）
- 京阪百貨店労働組合（京阪百貨店）
- サボイ労働組合（サボイ）
- J.フロントリテイリンググループ労働組合連合会（J.フロントリテイリング）
- 阪急阪神百貨店労働組合（阪急阪神百貨店）
- 阪急メンテナンスサービス労働組合（阪急）
- 阪食労働組合（阪食）
- 阪神商事労働組合（阪神商事）
- ライフ労働組合（ライフ）

### 京都
- 藤井大丸労働組合（藤井大丸）

### 兵庫
- 関西スーパー労働組合（関西スーパー）
- コープこうべ労働組合（コープこうべ）
- 山陽百貨店労働組合（山陽百貨店）
- ヤマトヤシキ労働組合（ヤマトヤシキ）

### 岡山
- 全天満屋労働組合（天満屋）
- 天満屋ストア労働組合（天満屋ストア）

### 広島
- 三和ストアー労働組合（三和ストアー）
- 全ふじおか労働組合（ふじおか）
- 福屋労働組合（福屋）
- メガネの田中労働組合（メガネの田中）

### 島根
- 一畑百貨店労働組合（一畑百貨店）

### 山口
- 山口井筒屋労働組合（井筒屋）

### 愛媛
- いよてつ高島屋労働組合（いよてつ高島屋）

### 香川
- ビッグ・エスユニオン（ビッグ・エス）

### 高知
- サンプラザレイバーユニオン（サンプラザ）

### 福岡
- コレット井筒屋労働組合（コレット）
- 玉屋リネン労働組合（玉屋）

### 佐賀
- 伊万里玉屋労働組合（玉屋）
- 佐賀玉屋労働組合 （佐賀玉屋）

### 長崎
- 佐世保玉屋百貨店労働組合（佐世保玉屋）
- 中村ストアー労働組合（中村ストアー）
- 浜屋労働組合（浜屋）

### 大分
- トキハ労働組合連合会（トキハ）

### 熊本
- くまもと阪神労働組合（くまもと阪神）

### 宮崎
- 大浦労働組合（大浦）

### 鹿児島
- 全山形屋労働組合（山形屋）

### 沖縄
- リウボウインダストリー労働組合（リウボウインダストリー）

### オブザーバー加盟
- 愛知トヨタ労働組合（愛知トヨタ）
- ジェイアール西日本伊勢丹労働組合（ジェイアール西日本伊勢丹）
- 西川産業労働組合（西川産業）
- 西沢本店及傍系会社従業員労組西友会（西沢本店）
- ロビンソン労働組合（ロビンソン）